# L'Œuf (Beyrouth)
 (mars 2019).
Si vous disposez d'ouvrages ou d'articles de référence ou si vous connaissez des sites web de qualité traitant du thème abordé ici, merci de compléter l'article en donnant les références utiles à sa vérifiabilité et en les liant à la section « Notes et références ».
Le dôme du City center de Beyrouth, plus connu sous le nom de « l’Œuf », est un centre commercial abandonné de Beyrouth qui constitue l'un des plus grands vestiges de l’histoire moderne de Liban. Le bâtiment est appelé « l’œuf » à cause de son toit ovoïde et de sa structure en forme de coquille. Situé dans le centre-ville de la capitale près de la place des Martyrs, il devait devenir le plus grand centre commercial du Proche-Orient. Sa construction a commencé en 1965 sous la direction de l’architecte Joseph Philippe Karam.
Il porte les stigmates de la guerre du Liban, et a été sauvé à ce titre de la démolition qui semblait inévitable dans le cadre du grand projet de reconstruction du centre-ville après la fin de la guerre. Des collectifs réunissant des milliers de Libanais se sont mobilisés en sa faveur. Il est devenu un lieu de mémoire au Liban.

## Structure
Le projet devait comprendre cinq sous-sols de parkings, un cinéma  et une tour centrale avec des bureaux sur 12 et 20 étages qui n’a jamais été achevée. Le cinéma en forme de bulle était une prouesse architecturale pour l’époque réalisée par l’ingénieur libanais Georges Tabet. Le bâtiment devait contenir 1000 places et mesurait 24 mètres de longueur et 11 mètres de hauteur.

## Histoire

### Pendant la guerre de 1975-1990
En 1975, la guerre du Liban éclate au Liban et interrompt la construction du dôme et de plusieurs autres bâtiments dans le centre-ville de Beyrouth. La guerre ravage tout le pays et en particulier le centre-ville, et elle prend fin en 1990. La construction du dôme fut ainsi interrompue pendant près de trente ans. 

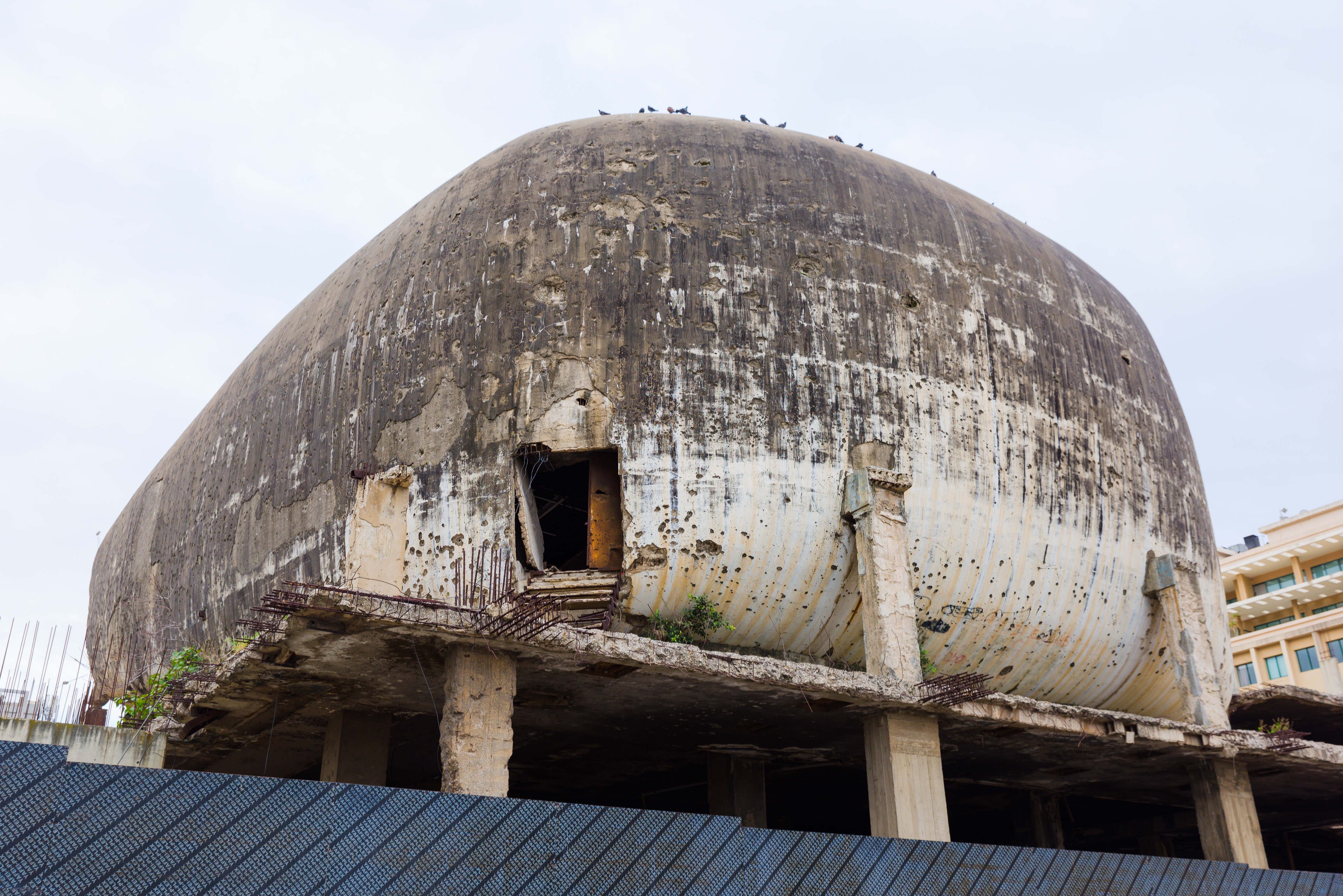
Le grand théâtre du dôme

Durant la guerre du Liban, l’œuf a eu de multiples fonctions. Il a tout d'abord servi de théâtre pour divertir les spectateurs, il a ensuite été utilisé comme abri pour accueillir des personnes fuyant les combats. Il a aussi servi de bunker pour les soldats libanais et de lieu de position pour les snipers.

### Mobilisation citoyenne en sa faveur après la guerre
Pour reconstruire le centre-ville et le dôme, à l’initiative du premier ministre libanais Rafik Harriri, la société Solidere fut fondée le 5 mai 1994 sous l’autorité du conseil de développement et de la reconstruction. En premier lieu, le gouvernement libanais décida de détruire le dôme. Cependant, des milliers de Libanais s'y opposèrent et firent signer des pétitions pour  conserver le dôme. 
Des manifestations culturelles y ont été organisées au cours des années 2000, lui redonnant vie et confortant son statut de lieu de mémoire. Ainsi par exemple une exposition qui a présenté 1000 portraits d'hommes et de femmes disparus pendant la guerre du Liban, intitulée « Missing », conçue par le Comité des familles de disparus et par Umam Documentation & Research, s'y est tenue en 2008. Le lieu, célébré notamment par les œuvres photographiques de Gabriele Basilico, est devenu une "icône de la ville".
La majorité de la population voulait conserver l’œuf, le gouvernement décida donc de le garder, sans le rénover. 
Le dôme occupe actuellement une place emblématique dans l’histoire du pays. Ce bâtiment est considéré comme faisant partie de la lieu de mémoire de la guerre du Liban.

### Lieu d'exposition
De nos jours, l’œuf accueille des expositions artistiques et contemporaines comme l'exposition « MonuMental » de l'artiste syrien Saint Hoax qui s'y est tenue en 2018.